# 代木大和
代木 大和（しろき やまと、2003年9月8日 - ）は、愛媛県四国中央市出身のプロ野球選手（投手・育成選手）。左投左打。読売ジャイアンツ所属。

## 経歴

### プロ入り前
四国中央市立南小学校1年生の時に軟式野球を始め、四国中央市立川之江南中学校では硬式野球のクラブチームである川之江ボーイズに所属した。
その後明徳義塾高等学校に進学。チームは1年夏に第101回全国高等学校野球選手権大会に出場したが、自身はベンチ外であった。2年時は新型コロナウイルスの影響により公式戦が全て中止となったが、2020年甲子園高校野球交流試合で登板した。同年秋からエースとなり、3年春の第93回選抜高等学校野球大会に出場。仙台育英との1回戦で先発して8回1失点と好投したが、援護がなく敗れた。同年夏の高知大会決勝で高知と対戦し、森木大智に投げ勝ち優勝。第103回全国高等学校野球選手権大会への出場を決めた。同大会では県立岐阜商業との1回戦で先発して6回途中1失点、風間球打擁するノースアジア大明桜との2回戦では5回途中1失点。松商学園との3回戦では2回にソロ本塁打を放ち、投げても3安打完封と投打に活躍した。智辯学園との準々決勝では一塁手として先発出場し、同点の9回表に2試合連続となる勝ち越しのソロ本塁打を放ったが、登板がないままその裏に逆転サヨナラ負けを喫した。1学年下にはのちにプロでもチームメイトとなる吉村優聖歩らがいた。
その後、2021年9月15日にプロ志望届を提出。10月11日に行われたドラフト会議にて、読売ジャイアンツから6位指名を受けた。11月17日に契約金3000万円、年俸540万円で仮契約した（金額は推定）。背番号は68。

### 巨人時代
2022年は、二軍で4試合に登板し、0勝2敗、防御率5.59を記録。11月25日、10万円増となる推定年俸550万円で契約を更改した。
2023年は10代の投手として球団22年ぶりに開幕一軍を勝ち取った。4月4日の横浜DeNAベイスターズ戦でプロ初登板を果たし、1回無失点に抑えた。5月17日に登録抹消されるまでに13試合に登板し、0勝0敗、防御率5.40を記録していたが、8月11日に左肘関節鏡視下クリーニング術を受けたことが発表され、シーズンを終えた。11月9日、180万増となる推定年俸730万円で契約を更改した。
2024年、春季キャンプ中の2月21日にライブBP（実戦形式の打撃練習）で左腕に違和感を感じ途中降板し、キャンプを離脱。4月11日に左肘内側側副靭帯再建術（トミー・ジョン手術）を受けたことが発表された。9月30日に自由契約となることが発表され、育成選手として再契約する方針であることが報じられた。11月21日に契約更改に臨み、育成再契約を結んだ。26日にはマウンドでの投球を再開した。
2025年、背番号が068となることが公示された。5月7日にフリー打撃での登板を果たすと、5月28日には実戦形式での打撃練習に登板した。6月17日には実戦復帰を果たし、自己最速を更新する152km/hを記録した。

## 選手としての特徴・人物
ストレートの最速は155km/h。高校時代の監督である馬淵史郎から伝授されたカットボールや、投げ込みで培った制球力などゲームメーク力が光る。高校時代は打者としても評価が高く、高校通算11本塁打。プロ1年目の秋季キャンプでは打者に交じり、フリー打撃にも参加した。
「代木」という名字は珍しく、全国に約50名ほどしかいない。

## 詳細情報

### 年度別投手成績
| 年 度     | 球 団     | 登 板 | 先 発 | 完 投 | 完 封 | 無 四 球 | 勝 利 | 敗 戦 | セ 丨 ブ | ホ 丨 ル ド | 勝 率 | 打 者 | 投 球 回 | 被 安 打 | 被 本 塁 打 | 与 四 球 | 敬 遠 | 与 死 球 | 奪 三 振 | 暴 投 | ボ 丨 ク | 失 点 | 自 責 点 | 防 御 率 | W H I P |
| --------- | --------- | ----- | ----- | ----- | ----- | -------- | ----- | ----- | -------- | ----------- | ----- | ----- | -------- | -------- | ----------- | -------- | ----- | -------- | -------- | ----- | -------- | ----- | -------- | -------- | ------- |
| 2023      | 巨人      | 13    | 0     | 0     | 0     | 0        | 0     | 0     | 0        | 0           | ----  | 76    | 16.2     | 23       | 2           | 6        | 0     | 2        | 15       | 0     | 0        | 10    | 10       | 5.40     | 1.74    |
| 通算：1年 | 通算：1年 | 13    | 0     | 0     | 0     | 0        | 0     | 0     | 0        | 0           | ----  | 76    | 16.2     | 23       | 2           | 6        | 0     | 2        | 15       | 0     | 0        | 10    | 10       | 5.40     | 1.74    |

- 2024年度シーズン終了時

### 年度別守備成績
| 年 度 | 球 団 | 投手  | 投手  | 投手  | 投手  | 投手  | 投手     |
| 年 度 | 球 団 | 試 合 | 刺 殺 | 補 殺 | 失 策 | 併 殺 | 守 備 率 |
| ----- | ----- | ----- | ----- | ----- | ----- | ----- | -------- |
| 2023  | 巨人  | 13    | 0     | 1     | 0     | 0     | 1.000    |
| 通算  | 通算  | 13    | 0     | 1     | 0     | 0     | 1.000    |

- 2024年度シーズン終了時

### 記録
初記録
投手記録
- 初登板：2023年4月4日、対横浜DeNAベイスターズ1回戦（横浜スタジアム）、9回裏に5番手で救援登板・完了、1回無失点[32]
- 初奪三振：2023年4月7日、対広島東洋カープ1回戦（MAZDA Zoom-Zoom スタジアム広島）、8回裏にマット・デビッドソンから空振り三振

打撃記録
- 初打席・初安打：2023年4月16日、対中日ドラゴンズ6回戦（バンテリンドーム ナゴヤ）、5回表に鈴木博志から左前安打[33]

### 背番号
- 68（2022年[10] - 2024年）
- 068（2025年[25] - ）